# Списък на древните градове в Малка Скития
Това е списък на древните градове в Малка Скития
- Ад Салицес, (Ad Salices), също и Tsaklis, близо до устието на Дунав
- Ад Стома (Ad Stoma), вероятно Sf. Gheorghe, στομα-stóma
- Адина (Adina), Амлаидина (Amlaidina)
- Егис (Aegyssus/Αἰγισός), днес Тулча
- Алтина (Altina), днес Олтина
- Аполония (Apollonia), днес в Созопол, България [1]
- Аргам (Argamum), днес Журиловка, Dolojman
- Арубиум (Arrubium), днес Мачин
- Аксиопол (Axiopolis), днес Черна вода [2]
- Берое (Beroe), днес Остров, до Тулча
- Бутеридава (Buteridava), Северна Добруджа
- Калатис (Callatis), днес Мангалия
- Капидава (Capidava), днес Капидава, Кюстенджа, (Топалу)
- Карсиум (Carsium), днес Хърсово
- Циус (Cius), днес Gârliciu
- Град на Трофея (civitas Tropaensium), днес Adamclisi
- Диногеция (Dinogetia), днес Garvăn
- Дионисопол (Dionysopolis), днес Балчик, България
- Дуросторум (Durostorum), днес Силистра, България
- Генукла (Genucla), на Дунав; неизвестна локализация
- Халмирис (Halmyris), днес Murighiol
- Хераклея (Heracleea), днес Ново село, (Енисала)
- Истрия (Histria, Sinoe), днес Каранасуф, Истрия, Кюстенджа
- Ибида (Ibida или Libida), днес Slava Rusă
- Месамбрия (Mesambria), днес Несебър, България
- Новиодун (Noviodunum), днес Исакча
- Одесос (Odessos), днес Варна, България
- Сагадава (Sagadava), на Дунав; днес в България
- Салсовия (Salsovia), днес Махмудия
- Стонисрат (Stratonis), днес Тузла
- Сукидава (Sucidava), днес Извоаре, Кюстенджа
- Таламониум (Talamonium), днес Нуфару
- Томи (Tomis), днес Кюстенджа, Κωνσταντια-Kostantìa
- Трезмис (Troesmis), днес Igliţa-Turcoaia, Тулча
- Улмет (Ulmetum), днес Pantelimon, Кюстенджа
- Залдапа (Zaldapa), днес до Абрит, Община Крушари в България